# Niño Jesús de Caigua
El niño Jesús de Caigüa (Caigüa Patar) es una manifestación religiosa del oriente de Venezuela. La imagen tiene como centro representativo a la parroquia de Caigüa, ubicada en el municipio Simón Bolívar, Estado Anzoátegui. También se le conoce como el niño "Pascualito", posiblemente derivado de la denominación de Cristo como "Salvador Pascual" en los cánticos de aguinaldos venezolanos.
La figura, de 35,3 cm, recorre desde mediados de noviembre las casas vecinas de las comunidades cercanas a Caigüa en sentido este-oeste. En la tarde del 24 de diciembre regresa a la iglesia, donde es vestido, y en la misa de Nochebuena es colocado en el pesebre.
A partir del 1 de enero sale otra figura, la del llamado “Niño Jesús” o “Niño grande”, una pieza de mayores dimensiones.
El 7 de enero, posterior a la llegada de los Reyes, se conmemora en Caigüa la festividad en honor al patrón. Ese día, la imagen es venerada con una procesión, misa de ángeles y pago de promesas en forma de medallas. La imagen del "Niño Caigüero" tiene más de 180 años de historia y de ser, parte del fervor religioso en la región.
Asimismo, el 7 de enero se celebra otra tradición de gran arraigo para la población, conocida como “El Espuntón”, una ceremonia que mezcla aspectos religiosos y paganos, ya que comienza en la iglesia y culmina con una danza popular en la plaza.

«Las fiestas de Caigüa se realizan del 1 al 7 de enero de cada año. Este último día se conoce como “Día de la Entrega”. Es un día especial donde, desde muy tempranas horas de la mañana, se oyen los repiques de campanas desde el campanario de la iglesia, con gran profusión de fuegos artificiales, despertando y llamando a los feligreses para que asistan a retirar las cintas: amarillas (para los entrantes) y azules (para los salientes), que, colocadas en la parte superior del brazo izquierdo, los identifican como hermanos de la Sociedad de Jesús, María y José.

Reunidos en la puerta de la iglesia, sale la parranda al compás de la música ejecutada por el Conjunto Tradicional del pueblo, en busca de los hermanos salientes, que regresan al templo portando los símbolos de las fiestas: el Capitán Mayor, el Espuntón y el Festejador Mayor con la Bandera. Vienen flanqueados por dos sargentos nombrados por los hermanos mayores. Hacen nuevamente el recorrido de regreso por las diferentes calles del pueblo; al llegar frente a la iglesia, cambia la música y se ejecuta la marcha festiva del día. Llegan marchando a la puerta mayor del templo, colocando el Espuntón (lado derecho) y la Bandera (lado izquierdo) en la puerta principal.»

Los hermanos salientes quedan en la iglesia y sale nuevamente la parranda en busca de los hermanos mayores entrantes, a quienes traen al templo. Estando todos dentro de la iglesia, el sacerdote da inicio a la celebración de la sagrada eucaristía. Concluida esta, se procede a levantar simultáneamente la mesa con los Santos Patronos, llevados en hombros por seis cargadores salientes dentro de la iglesia, marchando de manera acompasada al son de la marcha del Niño Jesús, hasta la entrada principal, donde los esperan los símbolos llevados por los hermanos mayores salientes, acompañados de sendos sargentos a ambos lados.
Este día, a diferencia del 1 y 2 de enero, la procesión llega hasta la puerta principal y los que llevan el Espuntón y la bandera llegan al borde de la plazoleta de la iglesia, se cruzan y colocan de frente a las imágenes para dar inicio a la “Ceremonia del Espuntón a las Imágenes de Jesús; María y José” y la transmisión de mando del Capitán Mayor y Festejador Mayor Salientes a los Hermanos Mayores Entrantes que realizaran las festividades del próximo año."}}
El Niño Jesús de Caigüa es de extendida veneración en la localidad anzoatigüense. Correspondió en la Época Colonial al fraile don Manuel Yagües catequizar a un grupo de naturales que se encontraba bajo el mando del cacique Caigüa, que le da nombre al asentamiento. Así, los co-patronos de la localidad, habitada por el pueblo Cumangoto hasta la llegada de los misioneros, fueron Jesús, María y José, cuyas imágenes se encuentran en el templo construido en honor de la Sagrada Familia desde aproximadamente 1513 ~ 1680.

## Leyendas Locales
A la Venerada Efigie del Niño Jesús, nombrada popularmente por los Caigueros como "El Niño Grande", se le ha vinculado con diversas tradiciones orales. En tal sentido, sostuvieron los colaboradores que durante las contiendas civiles podía verse a un hombre cabalgando sobre un caballo blanco. Este hombre estaba siempre junto a los oriundos de Caigua y se dedicaba a animarlos durante las contiendas. Aportaron los devotos que este jinete no era otro que el Niño Jesús de Caigua, pues al ir a rendirle tributo en el templo podían observar que la pieza vestía con ropas sobre las que se habían visto cadillos, pequeñas hierbas de color verde, recubiertas de pelos y de fácil adherencia a la tela o piel. Para los creyentes este hecho se daba a conocer una auténtica prueba de la manera en la que el santo patrón era solidario y protector de su feligresía. A continuación citaremos un fragmento de la obra titulada: “ Diccionario de fantasmas, misterios y leyendas de Venezuela” de Mercedes Franco:
```

```

CABALLERO DE CAIGUA:
Por los áridos campos del Oriente Venezolano, cabalga una hermosa leyenda. Es el Caballero de Caigua, un adolescente, vestido con humildes ropas campesinas, monta un esplendoroso caballo blanco,  de crines que refulgen con el sol de la tarde, el rostro de este Jinete cautiva por su pureza a cuantos logran verlo. Su cabeza aparece nimbada por un tenue resplandor de oro.
Narra una antigua leyenda que este Caballero combatió cuerpo a cuerpo con sus paisanos de Caigua durante la Guerra de Independencia. Y muchos años más tarde, en la Guerra Federal, cabalgaba en su blanco corcel, y se metía en lo más duro del combate, luchando codo a codo, y protegiendo a todos con su brillante espada.
Después de la batalla, muchos de los soldados comentaban que este joven guerrero era un ser sobrenatural, ya que habían oído que aparecía siempre igual, en épocas diferentes. Además el misterioso muchacho estaba con sus compañeros durante el día, pero en las noches desaparecía, sin que nadie pudiese encontrarlo.
Hasta que una noche, uno de ellos lo siguió y lo vio entrar en la iglesia. El hombre entró tras él, pero no vio a nadie. Y de pronto, desde el Altar, una voz le dijo:
-	Yo soy el que buscas. Aún soy muy joven y mi madre se angustia si salgo de noche.
El soldado vio hacia arriba y vio al Niño ocupar su lugar al lado de su Madre, La Virgen Maria.
La voz se corrió: el arrollado Caballero no era otro que el Niño Jesus de Caigua, una antiquísima imagen que se venera desde hace siglos en la iglesia del pueblo.
Y aseguran algunos que aún continúan sus correrías, pues muchas veces han visto “cadillos” y otras yerbas del monte pegadas a sus vestiduras.

El misterio permanece. Pero todos los Orientales tienen en el Caballero de Caigua un valiente protector, que vela por ellos y aparece cuando realmente lo necesitan.

## Aguinalderos de Caigua

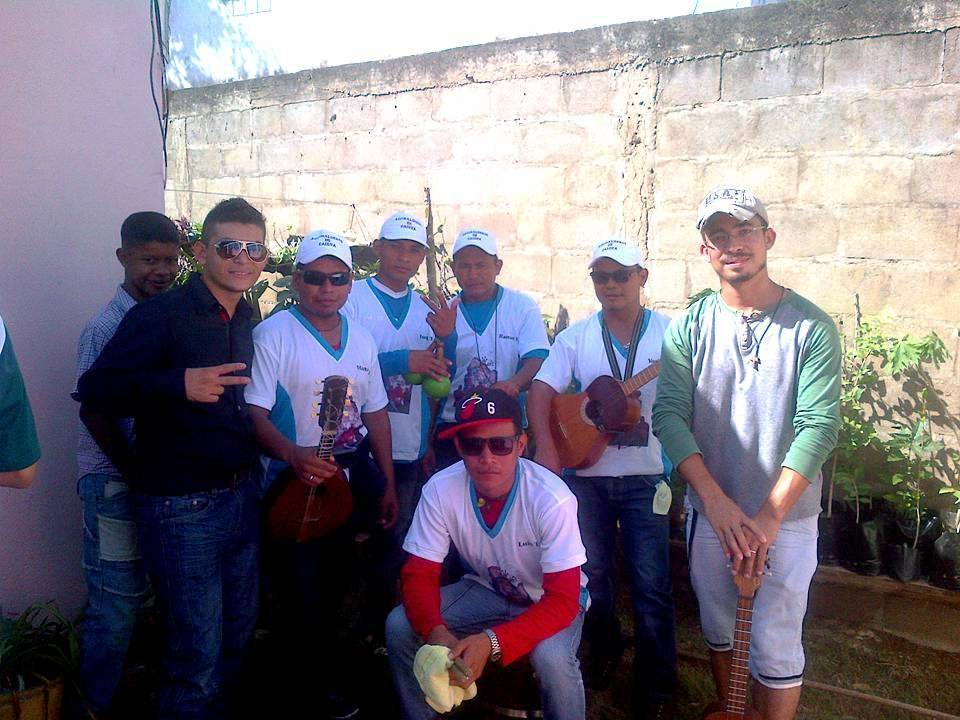
El Investigador Félix Becerra, al lado de algunos de los actuales Aguinalderos de la comunidad que responden a los nombres de: Manuel Hurtado, Ramón Yaguaran, Luis Yaguaran e Ismael Trias, el "Cantador" Manuel Gómez, el actual Mayordomo o Custodio del Niño Jesús de Caigua ("Pascualito"), el Sr. Gilberto Yaguaran...

La Imagen del Niño Dios,"Pascualito" a tempranas horas del 25 de diciembre, sale a recorrer la población de Caigua, siendo asistido por su Custodio o Mayordomo, sus Guardias o Escolta, en su cuna y protegido del sol por una Sombrilla. Todo el ajuar del Niño, es elaborado por "Promeseros", personas a las que Dios, por medio de su Hijo Jesús, Único Mediador entre él y los hombres, ha concedido alguna gracia o petición. Detrás de los que llevan al Niño "Pascualito", siempre se visualizaran sus fieles "Cantadores" o "Aguinalderos", que lo acompañan entonando el famoso aguinaldo oriental, seguidamente de músicos nativos de la comunidad, la música es ejecutada en la actualidad con Cuatro, Maracas, Mandolina, Guitarra y Tambor, La forma musical consiste, según explica uno de los músicos, en 4 "vueltas", el comienzo y el "remate", cuando comienza el "Cantador", el golpe se interpreta de forma inicial rápidamente haciendo una "vuelta", terminando dicha “vuelta” se comienza otra vez. Hasta que alguien inicia la estrofa “Agarre la Rama…” Terminando con un “Floreao”.

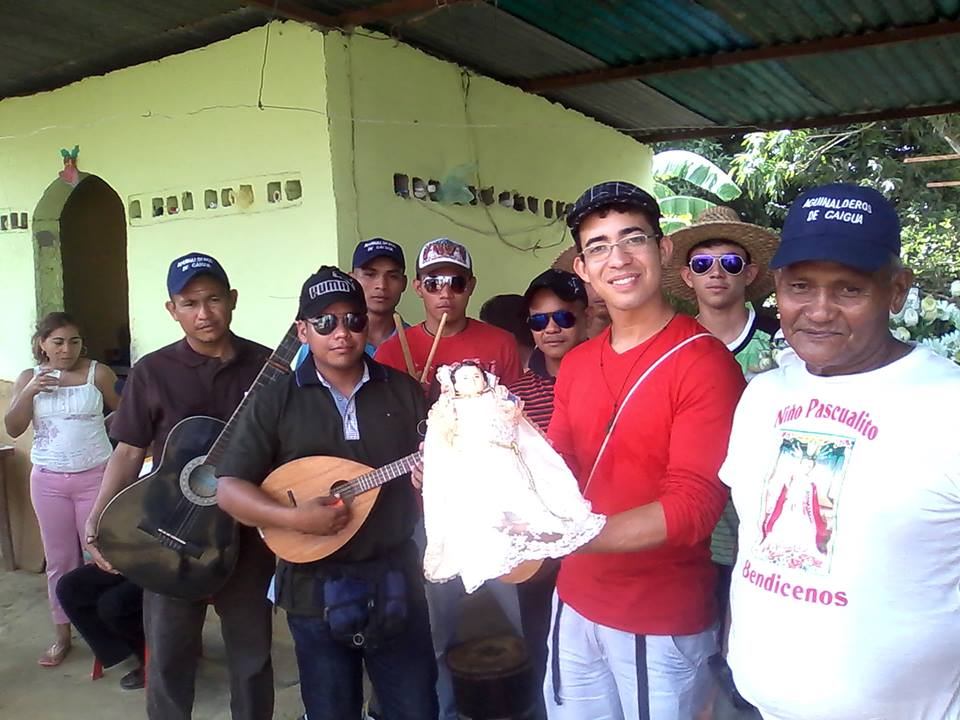
A la izquierda de la fotografía, el Sr. Gilberto Yaguaran, custodio al Niño Jesús de Caiguapatar

Al llegar a la casa del promesero, pasa la Venerada Imagen del Niño Dios llevado en su cuna por el "pagador" de la promesa y detrás los músicos, delante se verán siempre los Guardias del Niño. Estos se colocarán al pasar el Mayordomo del Infante, el "Promesero" y familiares en la puerta los guardias custodian el paso del Divino Infante. Estos mismos Guardias al salir el Niño, van delante asegurando el trayecto de la Venerada Efigie, además de verificar las casas en las que será recibido.

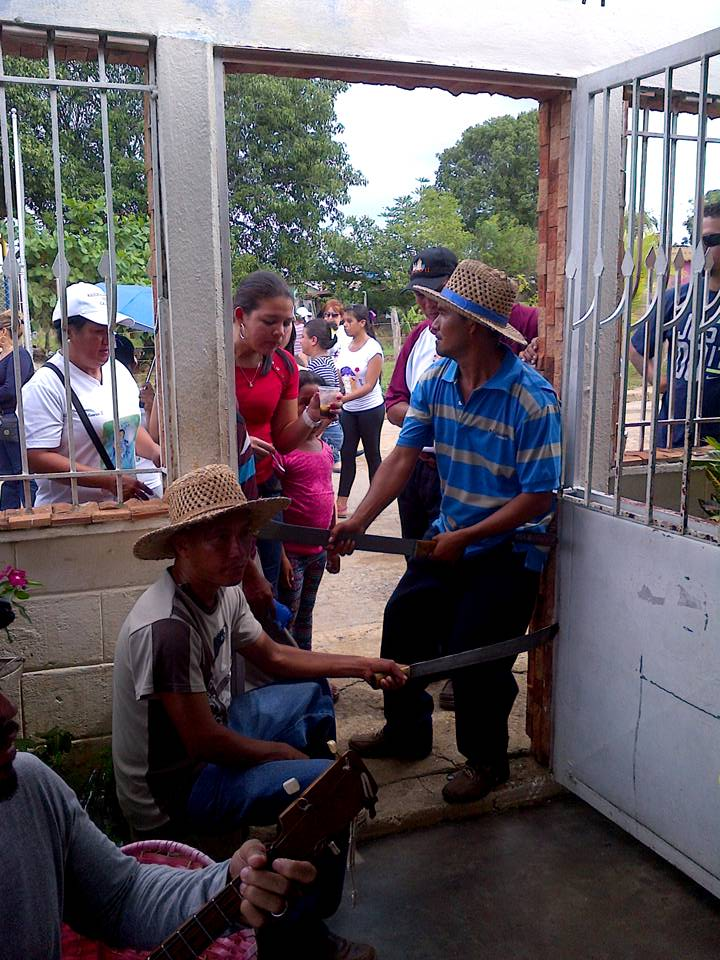
Los guardias del Niño Jesús de Caigua, "Pascualito" custodiando la puerta al pasar el Divino Infante

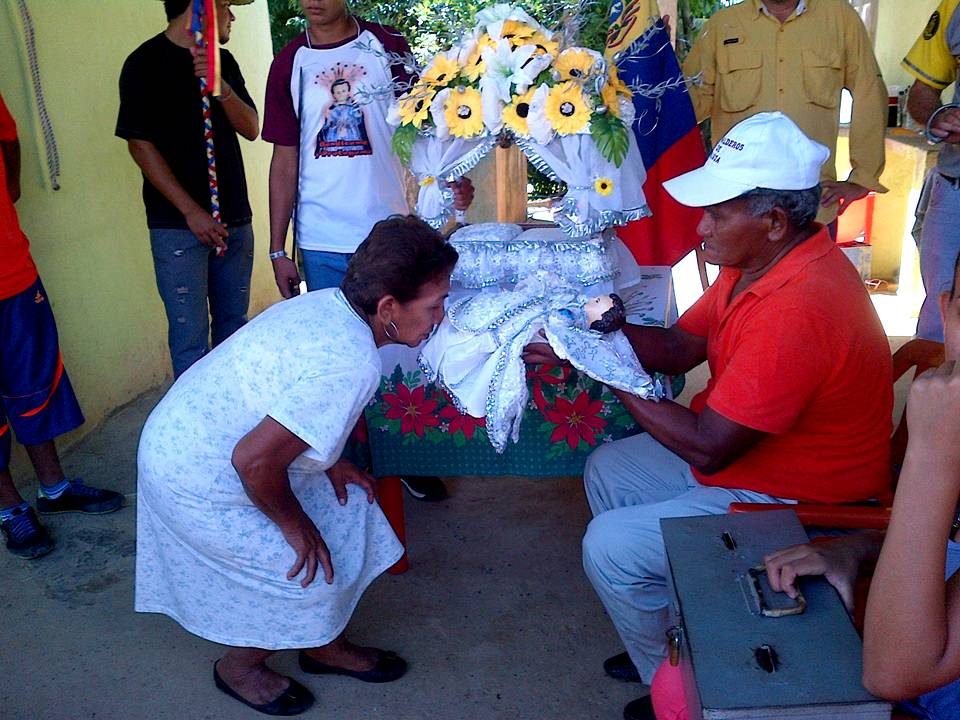
El Sr. Gilberto Yaguaran, custodio del Niño Jesús de Caigua, presentando la venerada imagen para la adoración a la familia visitada

Todos los versos de los aguinaldos son improvisados y cada "Cantador" toma como pie para su declamación las últimas líneas del verso cantado por el que inició el canto en un momento dado el Custodio de "Pascualito" da una señal y se cierra el ciclo de cantos de aguinaldos con la llamada estrofa de la Rama:

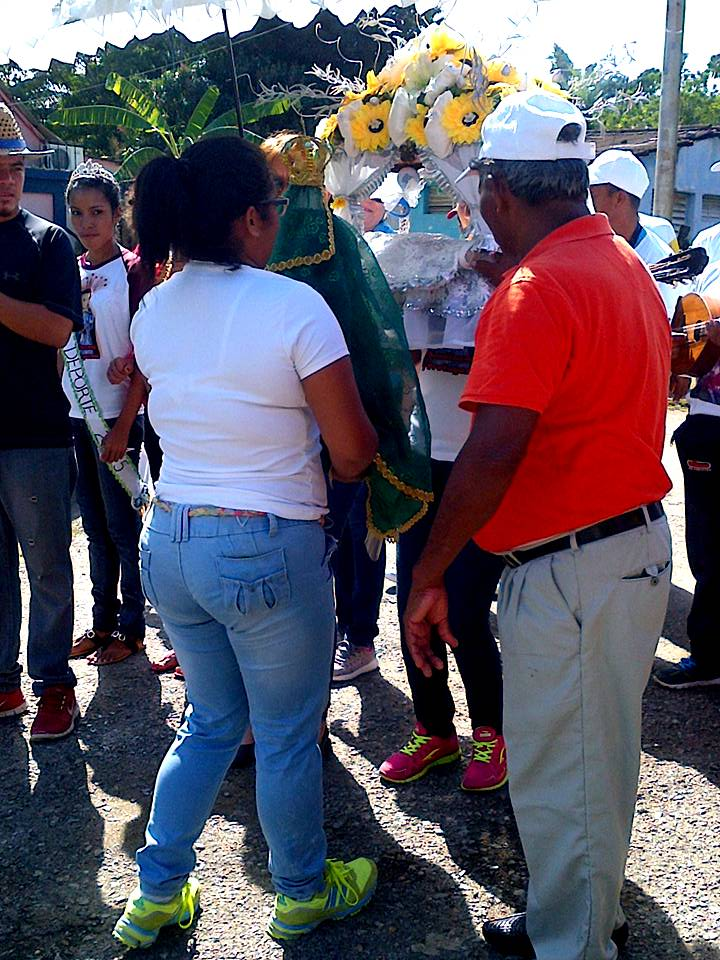
La devoción a Ntra Sra del Valle en la actualidad está muy presente en la comunidad de Caiguapatar....la Efigie es sacada para recibir a "Pascualito" y luego de hacer las 3 venías pasa al hogar de donde la imagen es procedente... Esto mismo se realiza en la salida como despedida

"Yo agarre la rama chico, yo agarre la rama de la Siempreviva,

pero ya llegamos todos que viva, que viva (bis)"

Un velorio al Niño Pascualito de Caiguapatar, por lo general implica lo siguiente:
A las 6:00 a. m. del día que precede a la fecha en que se realizara el alumbrado, se procede a detonar cohetes, dando aviso de que se realizara en la cercanía una paga de promesa al Patrón de Caigua.
A continuación, se elabora la tradicional “Enramada” de “Olivo”, que acogerá en su seno una mesa que será el Altar donde estará depositado el Niño Pascualito y su cuna, además de su velón o sus velas.
Esta “Enramada” consiste en 4 palos que están “sembrados” en 4 “tambores” o “tobos”, los cuales son rellenados con arena y piedras, a fin de sostener dichos maderos, además de “bejuco” con el que se elaboran los arcos que unen cada palo entre sí, posteriormente esta armazón es revestida totalmente con “Olivo” y este es fijado a la antedicha armazón con “pabilo”.
El uso del "Olivo" en la antes mencionada "Enramada" se debe, a que los Caigueros, igual que otros cultores venezolanos, consideran Sagrado dicho árbol perenne, que esta tan ligado a la Semana Santa de nuestro país.
A esta bella creación suelen colocarles flores, cadenetas de papel crepe y bambalinas. El “techo” interno de dicha “Enramada”, cabe señalar, es una tela azul celeste, en la cual están representadas estrellas y la luna, recreando así un paisaje nocturno.
Los Caigueros Católicos, devotos de Cristo Niño, además de dicho Altar, decoran en rededor con abundantes cadenetas de papel crepe, bambalinas de papel crepe y también en la actualidad, plásticas.
También colocan para embellecer el lugar donde se realizara el Velorio palmas de coco, ramas de “Olivo” y decoración con papel crepe.
Una vez terminada la elaboración y decoración del altar, se procede a detonar cohetes, dando aviso a la comunidad que ya el lugar donde será velado “Pascualito”, está listo para recibir al Divino Infante.
Al siguiente día, en el cual se realizara el ansiado Velorio, se detona a las 6:00 a. m. cohetes, indicando así la búsqueda de “Pascualito” y el “Alumbrado” que están próximos a realizarse.
Luego de colocar los Aguinalderos a tono sus instrumentos musicales, junto con sus devotos “Guardias,” “Cantadores” y “Pagadores de promesa”, salen a buscar a “Pascualito” entre las detonaciones de cohetes, a la Iglesia Parroquial Sagrada Familia de Caigua, ingresando por la parte trasera de la Iglesia, es decir, por la Sacristía, en donde reposa la Efigie del Divino Infante. Dicha Imagen, después de ataviada, es llevada en compañía de los “Guardias,” músicos y “Cantadores” que les acompañaran en su recorrido, ante el Sagrario, en donde se realiza una breve oración de suplica y el “Rosario”. Al concluir este ritual, los “Guardias” del “Niño Pascualito” se “revisten” con sus sombreros y sables y se apuestan en la puerta de la Iglesia, custodiando la salida de “Pascualito”, el cual sale a la cabeza de la comitiva que le fue a buscar, mientras suenan las campanas de la vieja Iglesia Colonial de Caiguapatar y se detonan cohetes y “cañones”.
El antes mencionado repicar de campanas, se realiza de hecho cada vez que sale e ingresa “Pascualito” al Templo, además de hacerse también en caso de estar cerca de la Iglesia en su recorrido por las calles de su pueblo Cumanagoto. Entre los rituales que se realizan en homenaje al Niño Dios de Caiguapatar, esta la “Venia” realizada por sus “Guardias”: Se hace un camino de velas frente a “Pascualito” mientras este es sostenido con un paño, por las manos de su “Custodio” o “Mayordomo”, el cual de hecho, en este trance se encuentra sentado. A cada lado del “Custodio” estarán apostados 2 “Guardias” con los machetes en alto y cruzados haciendo un arco resguardando a “Pascualito”. Acto seguido, el “Guardia” que va a realizar la “venia” se acerca por el camino de velas con su sable en mano, haciendo una cruz en el aire con el mismo en dirección a “Pascualito”, esto lo repite 3 veces, mientras se va paulatinamente acercando, hasta que se “rinde”, se quita el sombrero colocándoselo debajo del brazo, haciendo lo mismo con el sable, e inclinándose, besa al Niño.

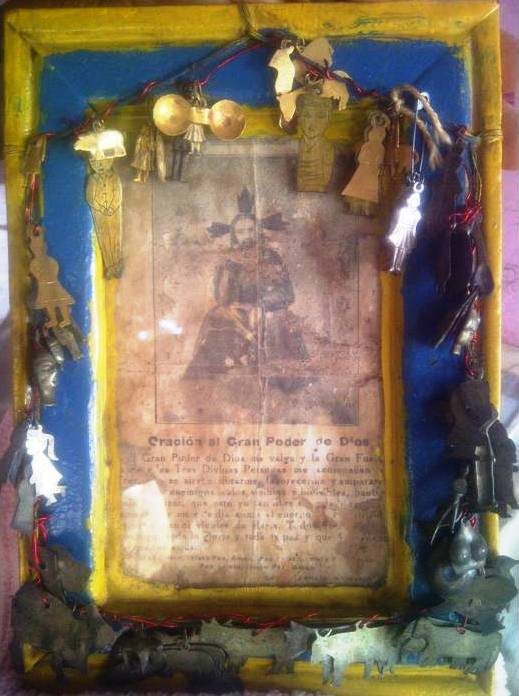
Gran Poder de Dios de Guariquero, Caigua, Anzoategui, Venezuela. Esta Venerada Imagen, en algunas oportunidades acompaña a "Pascualito" en sus velorios.

Esto se basa, en la leyenda local, que narra que en épocas pasadas, en el lugar en donde se erige la Iglesia, estaba la choza del Cacique y Piache Caigua, a dicha choza, ningún español, en época de la Conquista, podía haber ingresado sin que peligrase su vida, la única forma en que el Cacique fue vencido, fue con la Imagen del Niño “Pascualito”. Según se narra, cuando ingreso el Misionero Franciscano con la Imagen de “Pascualito” a la casa del Cacique, este con su lanza, se acercó y por tres veces consecutivas, le lanzó estocadas a la Sagrada Imagen y alejándose, hasta que vencido por la belleza de la Efigie Sacra, se “rindió”. Este hecho, es el origen probable también de una de las ceremonias realizadas en el “Espuntón” de Caiguapatar.
Hay que hacer mención, cabe señalar, de que épocas pasadas, el número de “Guardias” era por lo general de 6, dos por cada puerta del hogar, además de uno que era denominado “Imaginario” que se colocaba al lado del Niño Pascualito y uno que hacia rondas por el espacio, denominado “Oficial”.
Otro de los preceptos que se le cumplen a “Pascualito” en los tradicionales velorios, es el canto de Aguinaldos a las 12 del mediodía y a las 12 de la medianoche, además del “Beso” a la Sagrada Efigie a esas horas. Pasado el mediodía, es costumbre realizar después del canto “trancao” de aguinaldos, un receso y rompiéndose el mismo, se da inicio al baile en el velorio.
También es costumbre que finalizando cada ronda de Aguinaldos, se proceda a detonar cohetes
Al Niño “Pascualito” no le gusta que le toquen la cara y cuando se molesta por alguna falta de respeto realizada, llueve o pasan cosas inesperadas durante su velorio: “Estando una vez en una casa, durante el recorrido del Niño, después que lo beso la familia visitada, y se le acostó en su cunita la cual estaba sobre una mesa… y se le arropo, yo le doy la mandolina al Sr Gilberto para que me la afinara, cuando escuchamos un alboroto, al asomarnos vimos que estaban peleando afuera, en eso, escuchamos un golpe muy fuerte proveniente del interior de la casa y pensamos: ¡Se quebró “Pascualito”!...al entrar rápidamente a la casa, para nuestra sorpresa, vimos que la cuna estaba en el suelo tirada, y “Pascualito” estaba acostadito sobre la mesa en donde anteriormente estuvo la cuna….. se había salido de la cuna….eso lo vi yo con mis propios ojos”
Otras veces, el mismo “Pascualito” se le revela a la gente de la comunidad, previniéndolos de una desgracia:

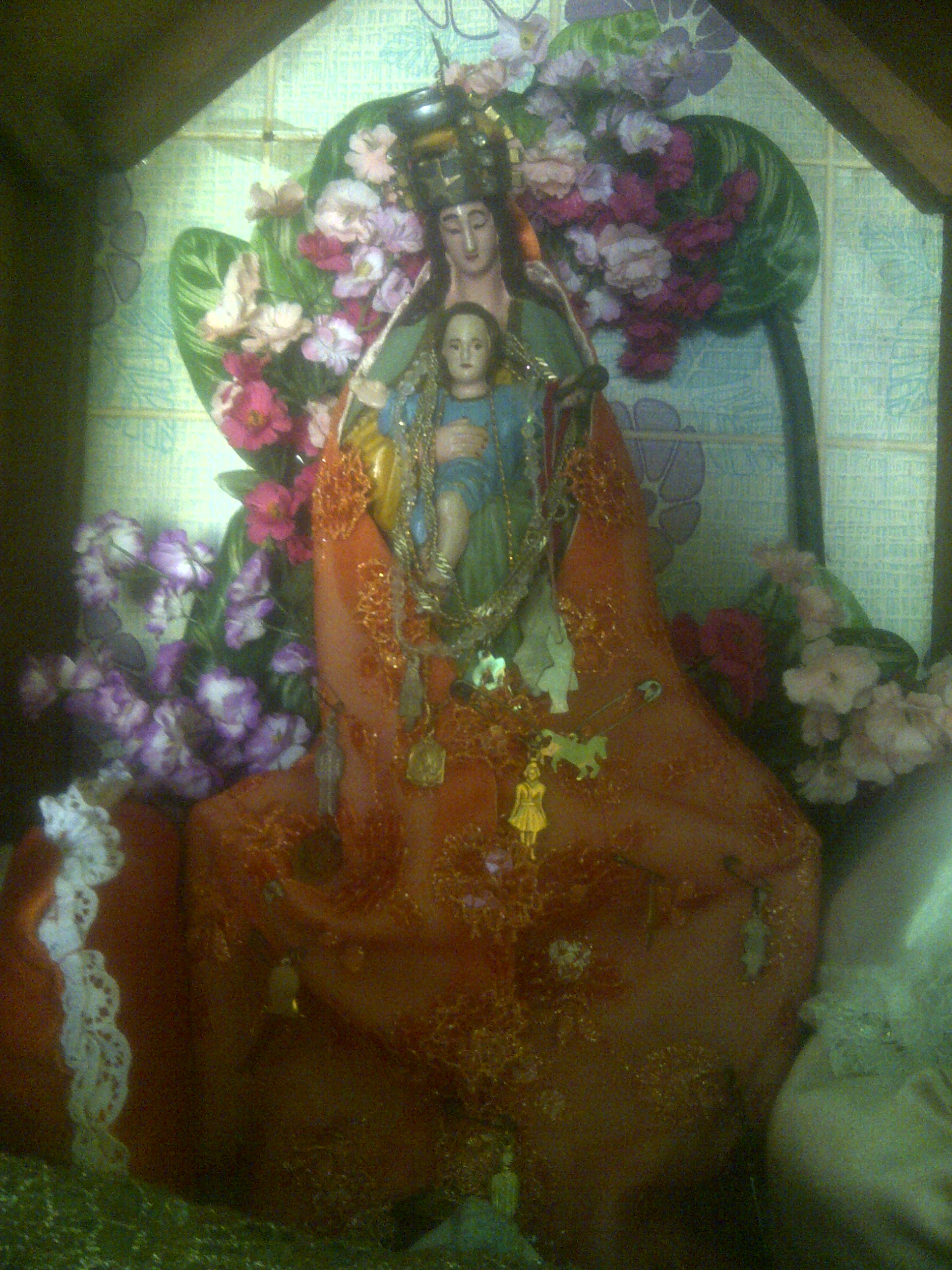
Santa María, Nuestra Señora de los Remedios de Musumucual, Caigua, Anzoategui, Venezuela. Esta Venerada Imagen, en algunas oportunidades acompaña a "Pascualito" en sus velorios.

“Una Sra. un día que sacamos al Niño de la Iglesia para llevarlo a donde le iban a hacer una paga de promesa, tuvo una revelación de “Pascualito”, en la cual ocurría un accidente con los cohetes, fue a advertirnos en la mañana, pero ya habíamos salido y sucedió que, el encargado de hacer las detonaciones, encendiendo uno de los cohetes con un cigarro, se le escapó una ceniza, la cual cayó en las “mechas” que estaban juntas y se prendieron accidentalmente los demás cohetes, explotando. La botella que mantenía erguido el primer cohete encendido, con las detonaciones, explotó y los vidrios saltaron. Milagrosamente, solo tuvo pocas cortadas el Sr.…además del aturdimiento por la explosión.”

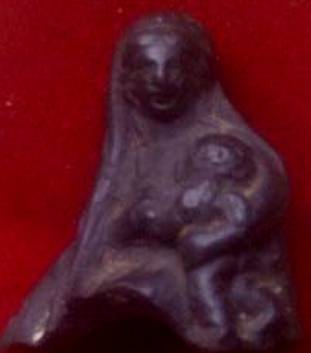
Santa María, Nuestra Señora del Amparo de Los Muco, Caigua, Anzoategui, Venezuela. Esta Venerada Imagen, en algunas oportunidades acompaña a "Pascualito" en sus velorios.

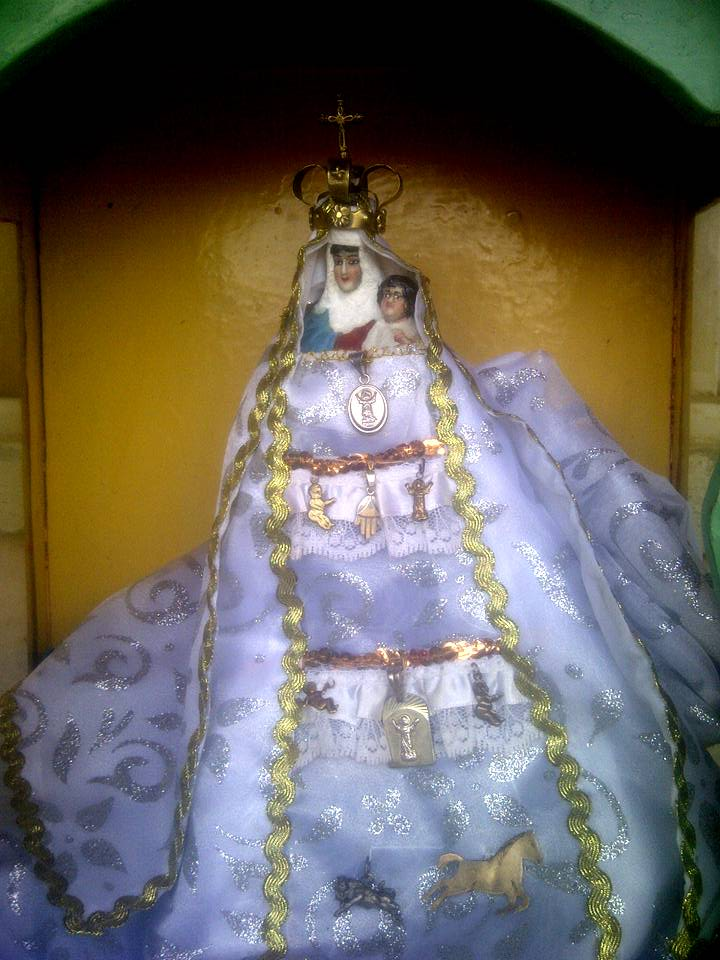
Santa María, Nuestra Señora del Carmen de Panamayal, Caigua, Anzoategui, Venezuela. Esta Venerada Imagen, en algunas oportunidades acompaña a "Pascualito" en sus velorios.

Durante el canto de aguinaldos, también los “Cantadores” entonan los llamados versos bíblicos en los cuales narran la Historia sagrada. Además en Caigua, de hecho, se ejecutan Aguinaldos por parte de los músicos, en 4 tonalidades diferentes:El que se acostumbra a ejecutar, conocido por el gentilicio musical por “El popular”, ejecutado principalmente en el recorrido de Pascualito, el segundo, llamado "Quebraito" o Piriteño, cuyo canto es más despacio, el tercero que es denominado con el apelativo de “Gallapero” o “El mato”( la "Versacion" es más larga) y el cuarto denominado "Robalo".Ejemplo de los llamados "versos bíblicos" antes mencionados, son los que siguen:

“Quien fuera dichoso, primo

Quien fuera dichoso

Como San Miguel,

A capa y espada,

Venció a Lucifer

A capa y espada primo

Venció a Lucifer.”

“A capa y espada, verdad,

A capa y espada venció a Lucifer,

Primero fue el hombre

Después la mujer

Pues el hombre solo

No hallaba que hacer.”

“Quien fuera dichoso verdad

Quien fuera dichoso

Como San José

Que una Vara seca

Hizo florecer

Que una Vara seca primo

Hizo  florecer”

Un ejemplo del "Gallapero":

"Así le aplicaron una fechoría (bis)

cuando San Juan vino (bis)

con la luz prendía,

encontró el Portal (bis)

claro como el día"

"Encontró el Portal claro como el día (bis)

pa lante muchachos (bis)

la Virgen decía

que ya viene Herodes (bis)

con su compañía."

"Allá viene Herodes con su compañía (bis)

quien fue que te dijo (bis)

que yo no venía

yo vine de noche (bis)

y ya es de día."

Para despedirse del Niño Caiguero en un Velorio, se acostumbra realizar el "Beso" a la Sagrada Imagen con su respectivo "Camino de velas" antes de regresarlo a la Iglesia. Pascualito es llevado en procesión desde la casa del que pago la promesa a la Iglesia en compañía de los "Cantadores", "Guardias", Músicos, "Promeseros" y público presente en el "Alumbrado", cantando Aguinaldos, hasta el interior de la Iglesia, bajo el sonar de las campanas y la detonación de cohetes.
Amaneciendo cada día 7 de enero, ataviado con sus potencias, “Pascualito” da la bendición al Pueblo de Caigua, bajo la sombra del arco que forman al cruzarse, el “Espuntón” y la Bandera.

## Algunas de las estrofas de los Aguinaldos Orientales que son cantados por los "Cantadores"
"Abranle la puerta entonces,

ábranle la puerta,

al Santo Pascual,

y después que el abra,

yo voy a pasar,

pa canta aguinaldo, chico,

yo voy a empezar"

"Seguimos los cantos verdad,

seguimos los cantos,

y al Santo Pascual,

desde este momento,

y en este lugar,

me sobran los versos,

verdad, como un manantial"

"Le sobran los versos, verdad,

le sobran los versos,

como un manantial entonces,

sigamos los cantos,

pal Niño Pascual,

para que nos libre primo,

de todo lo mal"

"Para que nos libre, verdad,

para que nos libre de todo lo mal,

todos los cantadores,

los voy a llamar,

para que me acompañen verdad,

pa empeza el cantar"

"Pa lante muchachos verdad,

pa lante muchachos,

es lo que yo quiero entonces,

Niño Pascualito,

porque eres Caiguero,

ojala tuviera entonces,

garganta de acero"

"Yo ojalá tuviera chico,

yo ojalá tuviera,

garganta de acero,

pa canta aguinaldo,

y cuando yo quiero,

suenan los cohetes entonces,

suena el campanero"

"Cantando aguinaldo entonces,

cantando aguinaldos,

voy a continuar,

que ya viene el Niño,

el Santo Pascual,

va para otra casa entonces,

va para otro hogar."

"Los dueños de casa entonces,

los dueños de casa,

los voy a saludar,

les traje al Niñito,

llamado Pascual,

el Santo Varón de Caiguapatar."

"Así como dices chico, 

así como dices de forma normal,

mi amigo "Julito"

lo quiero nombrar

aquí esta mi gente chico

y ya quieren cantar."

"Y aquí esta la gente entonces,

y aqui esta la gente,

que vino a cantar,

los dueños de casa, 

en este lugar,

besen al Niñito entonces,

llamado Pascual."

"Besen al Niñito entonces,

besen al Niñito llamado Pascual,

al abrir la Biblia,

lo van a encontrar,

el Patron de Caigua,

salió a caminar."

"El Patron de Caigua,

pero ya el Patrón de Caigua,

salió a caminar,

muy tempranito,

salió a visitar,

todos los hogares chico,

de Caiguapatar."

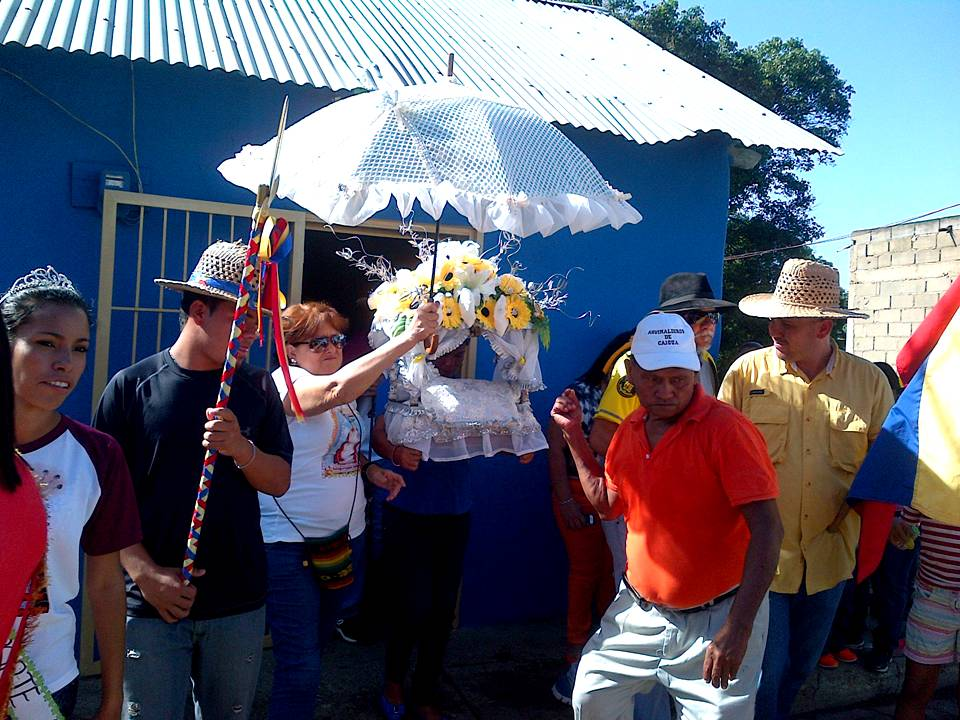
El Sr Gilberto Yaguaran, guiando a la comitiva del "Promesero" al salir del hogar visitado.

"Estos son músicos, pero estos son músicos,
 
son profesional, 

todos Aguinalderos de Caiguapatar, 

estas son las cosas que pude notar".

“Les cambio la letra verdad,

Les cambio la letra,

Pa cumplí el deber,

Pa seguir cantando,

Como debe ser

Pa seguir cantando primo

como debe ser”

“Quien fuera dichoso, primo

Quien fuera dichoso

Como San Miguel,

con su machetico,

Venció a Lucifer

Con su machetico primo

Venció a Lucifer.”

“Con su machetico, verdad,

Con su machetico venció a Lucifer,

Primero fue el hombre

Después la mujer

Pues el hombre solo

No hallaba que hacer.”

“Quien fuera dichoso verdad

Quien fuera dichoso

Como San José

Que una Vara seca

Hizo florecer

Que una Vara seca primo

Hizo  florecer”

“Seguimos los cantos primo,

Seguimos los cantos,

Con entonación

Pásenme un traguito

Así sea de ron

Pa cántale al Niño chico

Con el corazón”

“Esta casa tiene verdad,

Esta casa tiene,

Sala y corredor

Por donde pasean,

La luna y el sol, 

por donde pasean, chico,

la luna y el sol.”

“Abranle la puerta primo

Ábranle la puerta

Ábranle el portón

Abre las alas negras de tu corazón

Abre las alas negras de tu corazón”

"Estas son las cosas chico,

estas son las cosas,

que pude notar,

los dueños de casa,

pudieron besar,

agarra la rama entonces,

pa no queda mal".

“Donde está la espada, primo,

Donde está la espada 

De Simón Bolívar,

Pero ya llegamos todos

que viva, que viva (bis)."

“Me gustan las negras, verdad

Me gustan las negras

También las catiras

Pero ya llegamos todos

que viva, que viva (bis)."

"Esos ojos negros, ahí mira,

Esos ojos negros, ve cómo me miran

Pero ya llegamos todos

que viva, que viva (bis)."

"Mira las potencias, verdad,

Mira las potencias, miran como brillan

Pero ya llegamos todos

que viva, que viva (bis)."

“Yo sembré mamon,

Yo sembré mamon,

Me salió patilla

Pero ya llegamos todos

que viva, que viva (bis)."

“A los maraqueros, primo

A los maraqueros

Tírenlos pa arriba

Pero ya llegamos todos

que viva, que viva (bis)."

“Cuando el Niño llora

Cuando el Niño llora

La Virgen suspira

Pero ya llegamos todos

que viva, que viva (bis)."

“Pañuelito blanco

Pañuelito blanco

Puntilla amarilla

Pero ya llegamos todos

que viva, que viva (bis)."

“A los dueño e casa

A los dueños e casa

Dios me los bendiga

Pero ya llegamos todos

que viva, que viva (bis)."

“Vamos a la Iglesia, verdad

Vamos a la Iglesia

A ver maravillas

Pero ya llegamos todos

que viva, que viva (bis)."

“Si a mi me pellizcan, verdad

Si a mí me pellizcan

Yo salto pa arriba

Pero ya llegamos todos

que viva, que viva (bis)."

“A estos cantadores primo

A estos cantadores

Dios me los bendiga

Pero ya llegamos todos

que viva, que viva (bis)."

“Niño Pascualito,

Niño Pascualito

Mi prenda querida

Pero ya llegamos todos

que viva, que viva (bis)."

“Niño Pascualito

Niño Pascualito,

Sálvanos la vida

Pero ya llegamos todos

que viva, que viva (bis)."

"Yo agarre la rama chico,

yo agarre la rama de la Siempreviva,

pero ya llegamos todos que viva, que viva (bis)."